# Lymantria nigricosta
Lymantria nigricosta este o specie de molii din genul Lymantria, familia Lymantriidae, descrisă de Matsumura 1921 Conform Catalogue of Life specia Lymantria nigricosta nu are subspecii cunoscute.